# Komplementaritetsprincippet
Komplementaritetsprincippet er et princip, der bygger på idéen om at en række egenskaber i naturen er parvist komplementære - det vil sige at de oplysninger man får ved at undersøge den ene egenskab vil komplementere eller fuldende de man for ved at undersøge den anden, men at begge egenskaber ikke kan undersøges fuldt ud på samme tid. Ressourcer, der forbruges på at opny nøjagtige oplysninger om den ene egenskab vil derfor altid ske på bekostning af oplysninger om den komplementære egenskab.
Komplementaritetsprincippet blev formuleret af den danske fysiker Niels Bohr i 1928. Fysikken har et kvantitativt udtryk for komplementaritetsprincippet i Heisenbergs ubestemthedsrelationer, men Bohr mente, at det samme princip kunne gælde områder udenfor fysikken.
| Fysik | Spire Denne artikel om fysik er en spire som bør udbygges. Du er velkommen til at hjælpe Wikipedia ved at udvide den. |